# Длужина-Дольна
Длужина-Дольна (пол. Dłużyna Dolna) — село в Польщі, у гміні Пенськ Зґожелецького повіту Нижньосілезького воєводства.
Населення — 857 осіб (2011).
У 1975-1998 роках село належало до Єленьоґурського воєводства.

## Демографія
Демографічна структура станом на 31 березня 2011 року:
|          | Загалом | Допрацездатний вік | Працездатний вік | Постпрацездатний вік |
| -------- | ------- | ------------------ | ---------------- | -------------------- |
| Чоловіки | 428     | 86                 | 307              | 35                   |
| Жінки    | 429     | 73                 | 266              | 90                   |
| Разом    | 857     | 159                | 573              | 125                  |

## Галерея

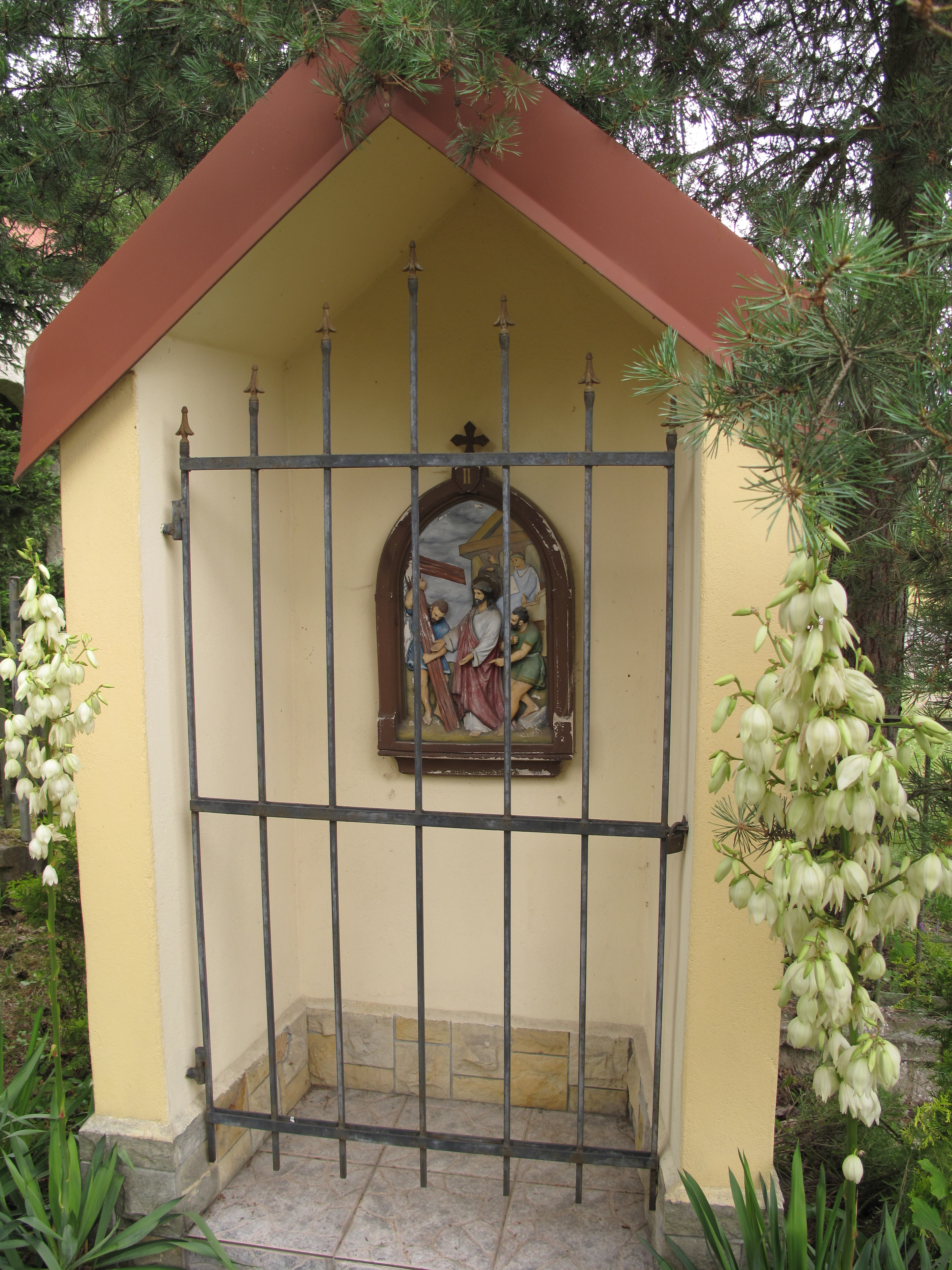
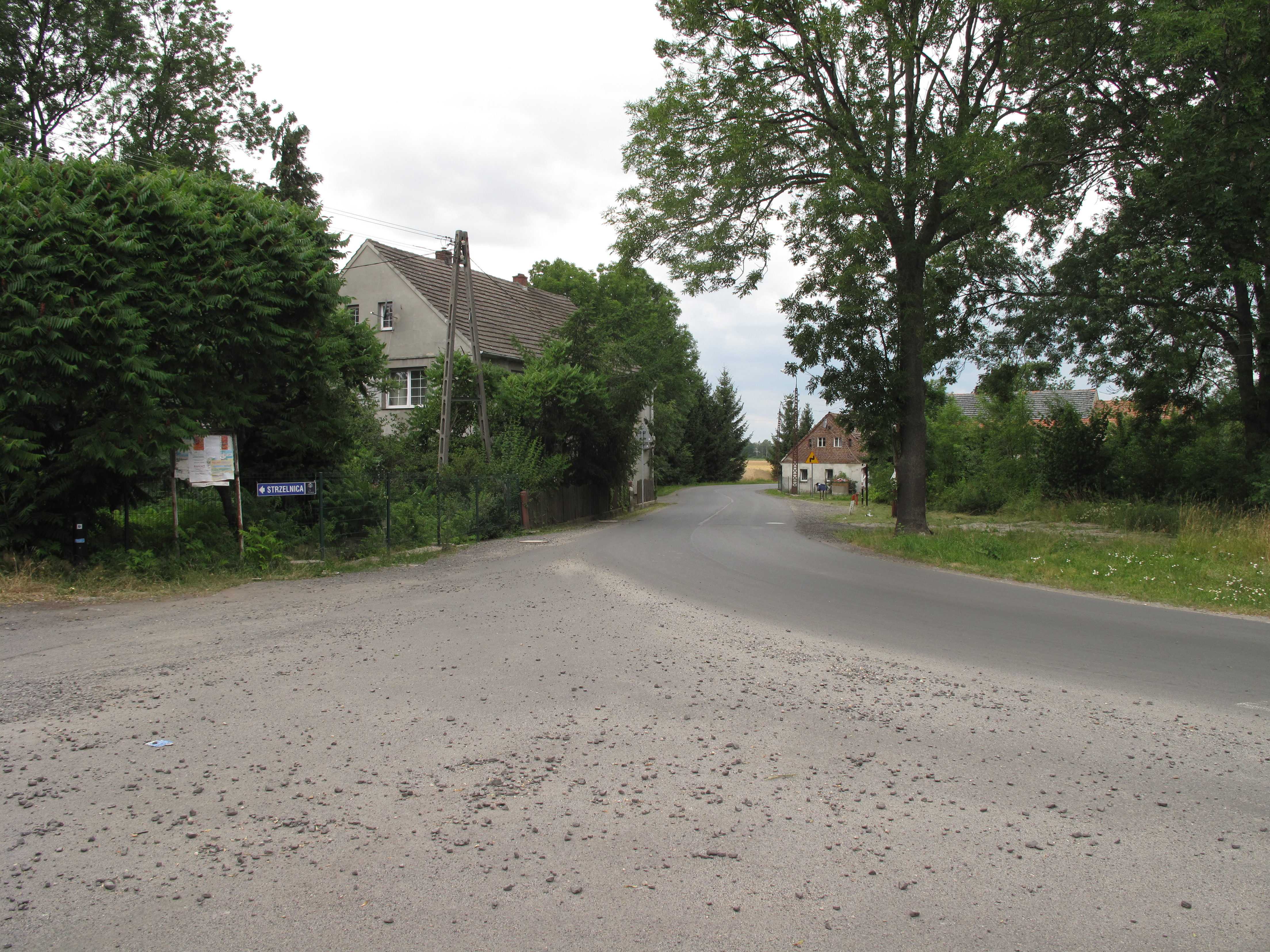
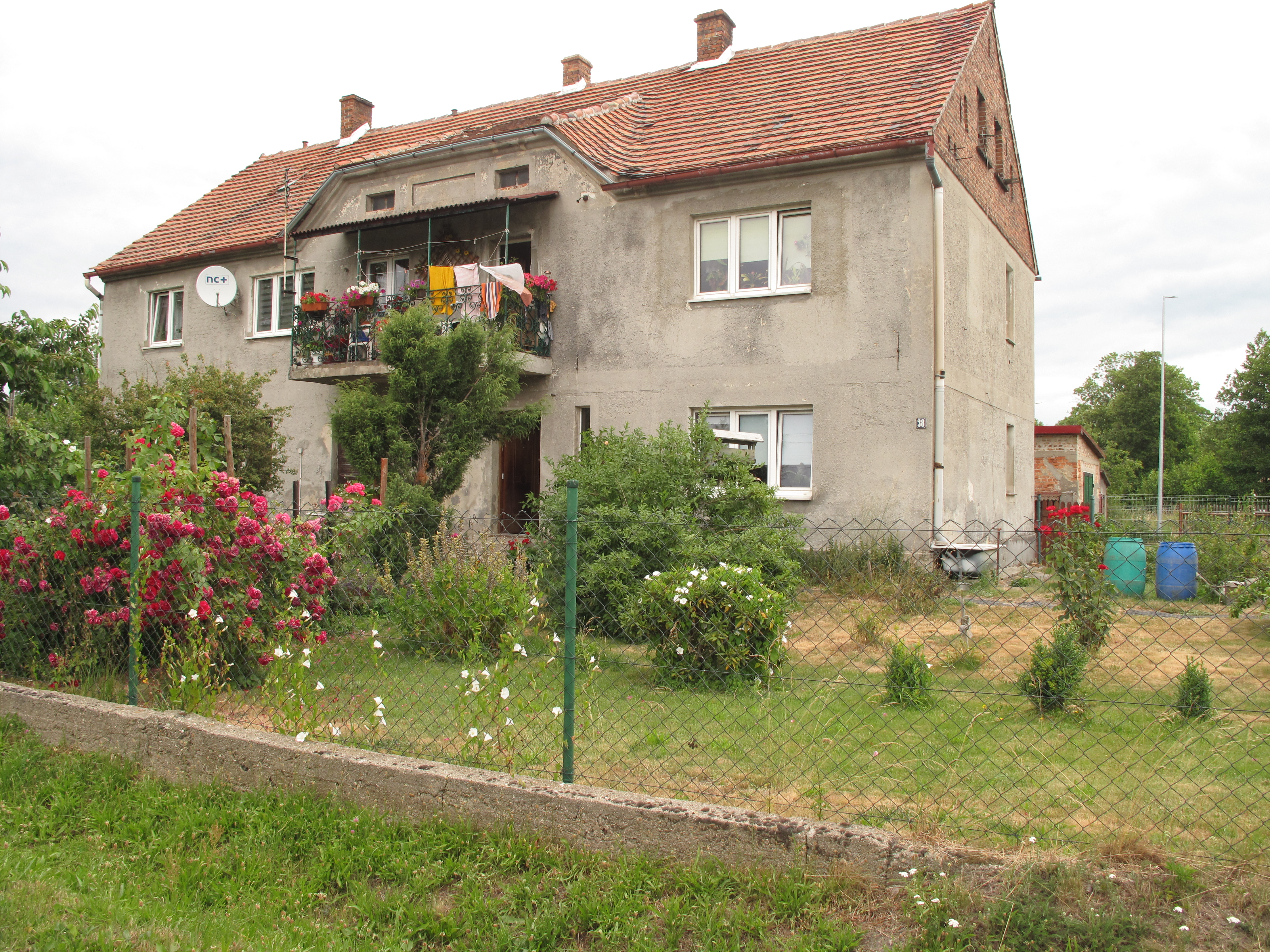
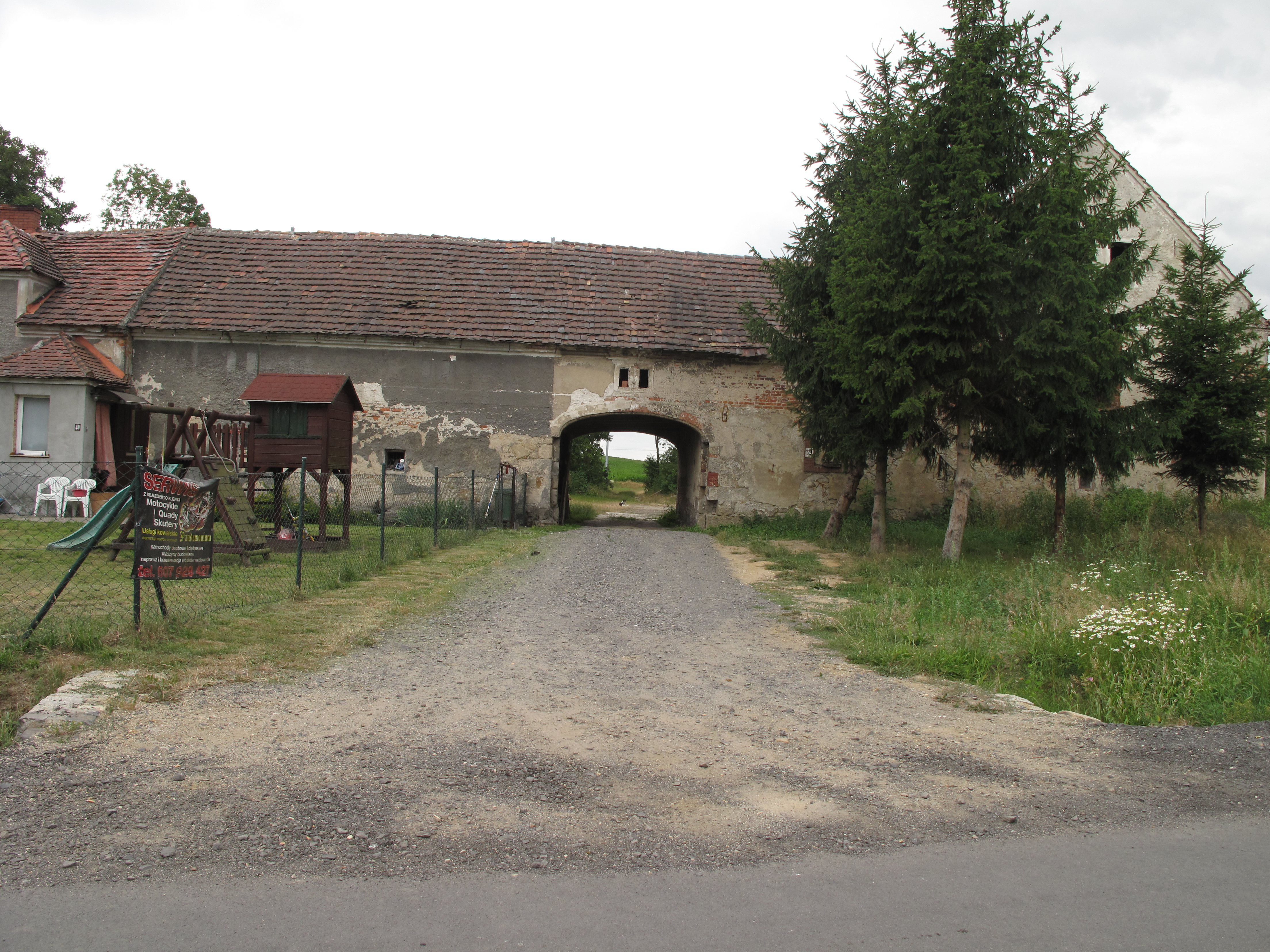